# Vodní dům
Vodní dům je návštěvnické středisko s interaktivní expozicí v katastru obce Hulice, asi 200 m od hráze vodní nádrže Švihov. Středisko se nachází v evropsky významné lokalitě Želivka, které je zahrnuto v soustavě chráněných oblastí Natura 2000.

## Historie
V roce 2009 byla vyhlášená Českým svazem ochrany přírody (ČSOP) Vlašim architektonickou soutěž na Vodní dům. Základním kritériem byla nízkoenergetická stavba a vodní akvárium. Objekt měl mít tři části: vlastního návštěvní středisko (s vnitřní expozicí), venkovní expozice se zelení a parkoviště.  Bylo podáno 50 soutěžních návrhů, z nichž byl vybrán projekt architektů ateliéru AND. Dne 21. října 2014 byl položen základní kámen za účasti hejtmana kraje Vysočina Jiřího Běhounka. Základní kámen byl z hadce z bernatického lomu. Zkušební provoz byl zahájen 16. prosince 2015. Vodní dům byl otevřen 19. března 2016. Výstavba (plánována na šedesát milionu korun) byla financována z Evropského fondu životního prostředí.

## Expozice
Do expozice se vchází tunelem, který představuje štolový přivaděč vody z Úpravny vody Želivka. Expozice pomocí atraktivních forem seznámí návštěvníky s vodou jako nezbytnou podmínkou života a vodu jako biotop pro rostliny a živočichy.
Expozice uvnitř Vodního domu:

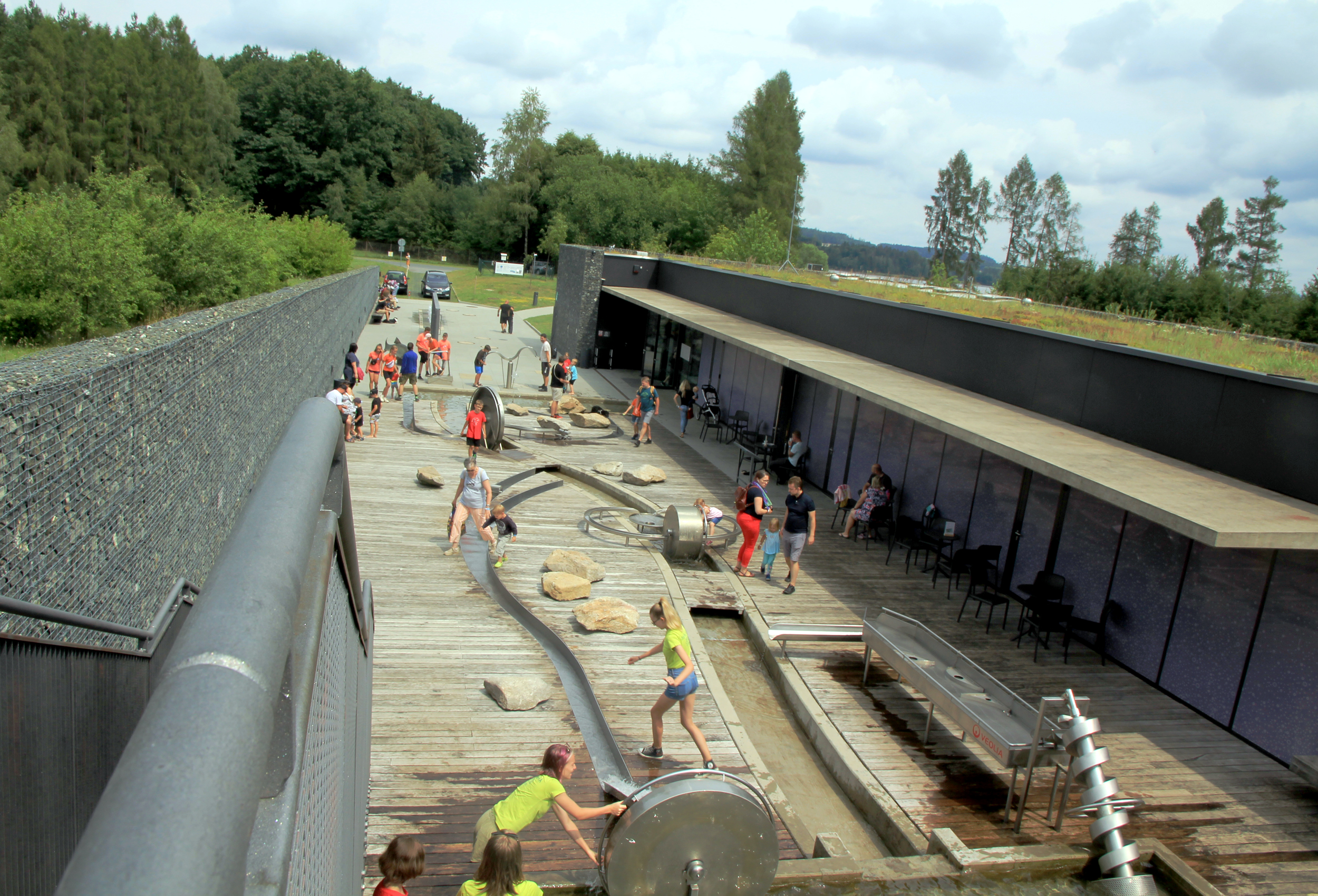
Celkový pohled

- Vodní mikrosvět. Expozice je zaměřená na vodní mikroorganismy, které nejsou vidět pouhým okem. K dispozici jsou zvětšené modely, možnost pozorování mikroskopem a makrofotografie.
- Pod vodní hladinou. Expozice podvodního makrosvěta s rostlinami a živočichy v obrovských akváriích a s doprovodem zvukové nahrávky do sluchátek návštěvníka.
- Mokřadní život. Expozice je zaměřena na přírodní scenerii na břehu řeky Želivky, s doprovodnými zvukovými nahrávkami živočichů, kteří zde žijí.
- Nekonečná cesta vody. Expozice vysvětluje, co je pitná voda a její koloběh, součástí je ochutnávka vody u vodního baru.
- Výlet do historie. V přednáškovém sále jsou originály nástěnných maleb z kostela sv. Jana Křtitele v Dolních Kralovicích, které byly zachráněny před jeho demolicí.

Exteriér zahrnuje vlastní budovu návštěvnického centra s asi hektarovým venkovním areálem s nádrží s rybami, umělým potůčkem, suchým poldrem, mokřadem a skalkou z hadce a dalšími zajímavostmi.  V atriu Vodního domu je umělý vodopád, soustava čerpadel, vodních mlýnků a dalších mechanických zajímavostí, které mohou návštěvníci pohánět vlastními silami.

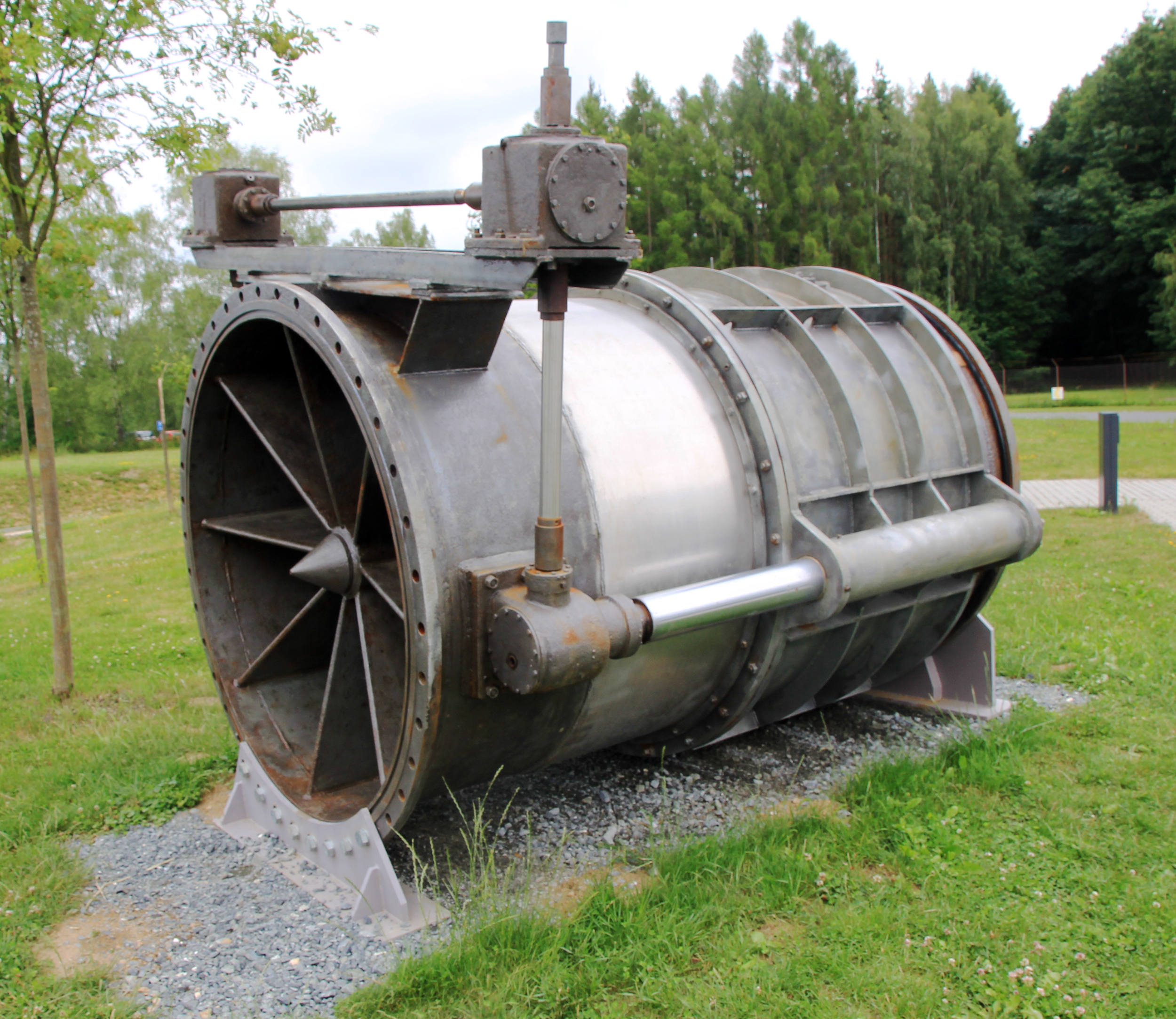
Takové regulační ventily slouží k úpravám vodního stavu přehrady

## Partneři
Partnery Vodního domu jsou
- Veolia Česká republika, a. s.
- Povodí Vltavy, s. p.
- Úpravna vody Želivka, a. s.

Středočeský kraj